# Trixoscelis sanctiferdinandi
Trixoscelis sanctiferdinandi är en tvåvingeart som först beskrevs av Leander Czerny 1909.  Trixoscelis sanctiferdinandi ingår i släktet Trixoscelis och familjen myllflugor. Inga underarter finns listade i Catalogue of Life.